# Alfabet cursiu rus

Alfabet cursiu manuscrit rus, en majúscules i minuscúlas.

L'alfabet cursiu rus o alfabet cal·ligràfic rus (русское рукописное письмо), és la variant de l'alfabet rus utilitzat en forma manuscrita en el rus modern.
Algunes de les lletres són similars a les de l'alfabet cursiu llatí encara que la fonologia difereix entre ambdós alfabets en la majoria de les lletres.
La majoria dels documents antics de l'idioma rus van ser escrits en aquesta modalitat. A les escoles russes s'ensenya als alumnes a escriure en aquest sistema i a diferenciar entre l'alfabet cursiu i l'alfabet imprès, ja que algunes lletres diferents en cada alfabet.

## Història
El Rus cursiu i el ciríl·lic en general, s'han desenvolupat durant 18 segles sobre la base de l'escriptura taquigràfica ciríl·lica anterior, que al seu torn va ser l''escriptura històrica de cancelleria reial' (chancery hand) entre els segles XIV i XVII, derivades de les escriptures manuals ciríl·liques més primerenques (anomenades 'ustav' i 'poluustav').
Es va convertir en la contrapart de l'escriptura manuscrita anomenada "civil" (o 'petrina') impresa en els llibres. Els tipus moderns de lletra cursiva es basen en el ciríl·lic, majorment en la seva part minúscula, en la forma de les lletres cursives.

## Similituds amb la lletra cursiva llatina
La lletra russa cursiva guarda moltes similituds amb la cursiva llatina:
Per exemple, les modernes lletres cursives russes "АВДЕИКНОРСУХ авдезиопрстухч" poden coincidir amb les cursives llatines "ABDEUKMHOPCYX abɡezuonpcmyxr" (𝒜ℬ𝒟ℰ𝒰𝒦ℳℋ𝒪𝒫𝒞𝒴𝒳 𝒶𝒷ℊℯ𝓏𝓊ℯ𝓃𝓅𝒸𝓂𝓎𝓍𝓇), malgrat tenir valors completament diferents de so en molts casos. Els tipus de lletra d'impremta recta i cursiva demostren menys similitud.

## Confusions
Cal no confondre l'escriptura històrica de la cancelleria real russa (скоропись), amb l'escriptura cursiva russa contemporània (рукописное письмо, lletra manuscrita), ni amb la taquigrafia russa contemporània. Aquesta última és completament diferent de les altres dues, tot i que de vegades rep el nom de скоропись com l'anterior.

### Altres alfabets manuscrits

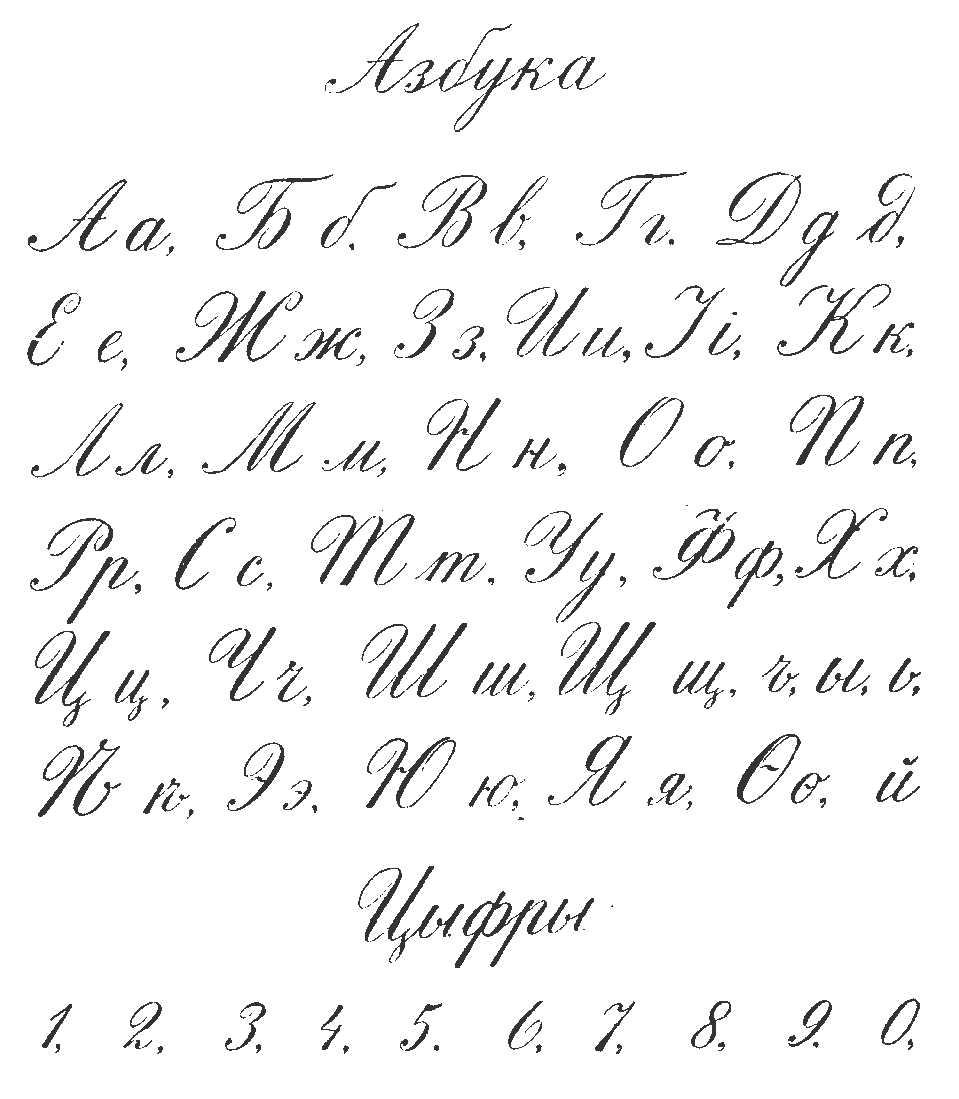
Escriptura a mà cal·ligràfica russa d'un llibre de text rus (1916).
S'aprecien les paraules Азбука (Abecedari/Alfabet) i Цыфры (Xifres).

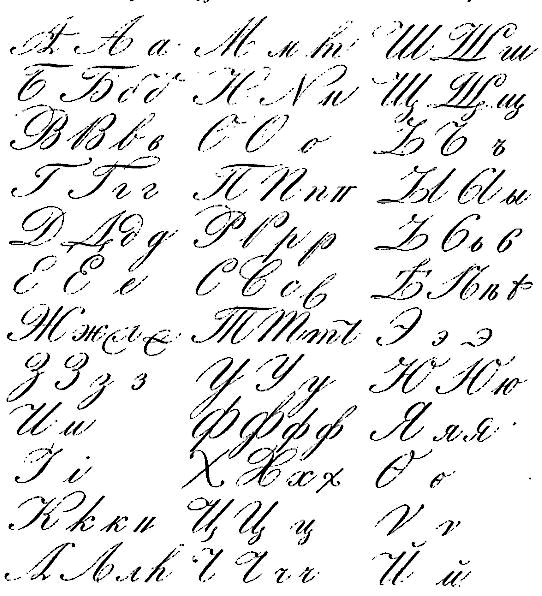
Variants del de les lletres cal·ligràfiques cursives russes.

## 

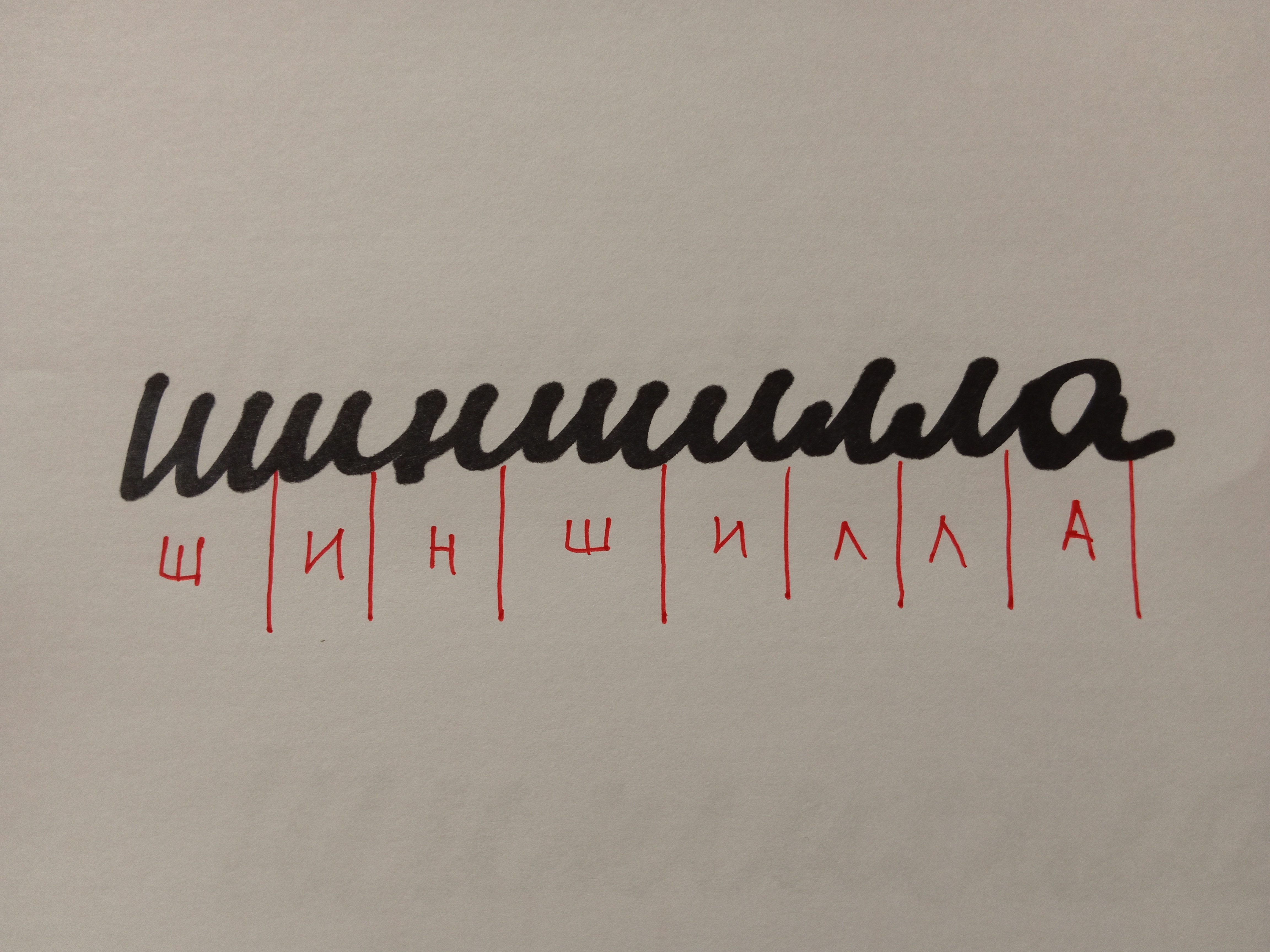
La paraula "Chinchilla" en lletres vermelles

## Alfabet Ciríl·lic Rus Cursiu Imprès
| Аа | Бб | Вв | Гг | Дд | Ее | Ёё | Жж | Зз | Ии | Йй |
| Кк | Лл | Мм | Нн | Оо | Пп | Рр | Сс | Тт | Уу | Фф |
| Хх | Цц | Чч | Шш | Щщ | Ъъ | Ыы | Ьь | Ээ | Юю | Яя |

## Alfabet Ciríl·lic Rus Manuscrit
| Аа | Бб | Вв | Гг | Дд | Ее | Ёё | Жж | Зз | Ии | Йй |
| Кк | Лл | Мм | Нн | Оо | Пп | Рр | Сс | Тт | Уу | Фф |
| Хх | Цц | Чч | Шш | Щщ | Ъъ | Ыы | Ьь | Ээ | Юю | Яя |

## La paraula "Chinchilla" en lletres vermelles
1. ↑  
| « | ермины «скоропись» и «курсив» в русской палеографии применяются параллельно, в то же время, в развитии русской скорописи намечаются тенденции, позволяющие выделить новый тип письма, схожий с латинским курсивным письмом, близким к современному. Если в частной сфере применения и в каллиграфии быстрее произошел переход к использованию курсивного письма, то в делопроизводственной традиции эти типы письма довольно долго сосуществовали. ≈ "Terms 'tachygraphy' and 'cursive' coexist in the Russian palaeography; meanwhile, in the development of the Russian tachygraphy there are tendencies that allow us to separate a new type of writing, one closer to the Latin cursive similar to its modern form. In the private sphere and in calligraphy, transition to the cursive writing occurred faster, but in the tradition of record keeping, these types of writing coexisted for a long time. | » |
2. ↑  Белоконь, Е. А.. «Характеристика почерков XVIII-XIX вв. и термины в описаниях собраний рукописей». A: Вспомогательные исторические дисциплины: специальные функции и гуманитарные перспективы ; тезисы докладов и сообщений XIII научной конференции, 2001.
3. ↑  Russian cursive writing practice sheet PDF